# برج الجوهرة
برج الجوهرة هو ناطحة سحاب سكنية تطل على ساحل البحر الأحمر في مدينة جدة بالمملكة العربية السعودية. بدأت عملية البناء في عام 2009م واكتملت في عام 2014م. ويتكون البرج من 47 طابقا تمتد على ارتفاع 224 متر (735 قدم).

## التصميم والبناء
نال برج الجوهرة جائزة أفضل مشروع سكني لعام 2014م في حفل (جوائز التصميم والبناء) في الرياض. حيث أن تصميم البرج مستوحى من دار الأزياء الإيطالية فيرساتشي هوم. يعتبر مشروع برج الجوهرة أحد مشاريع شركة داماك العقارية.
تم الاعلان عن المشروع في 28 مايو 2007م وبدأ بناء البرج في 9 نوفمبر 2009م واكتمل في 26 يناير 2014. يتكون البرج من 48 طابقا سكنيا على ارتفاع 224 متر (735 قدم).

## أنظر أيضا
- برج ذا هيدكوارترز بزنس بارك
- برج طريق الملك